# راتينجية ماكسيموفيتش
راتينجية ماكسيموفيتش نوع شجري يتبع جنس الراتينجية من الفصيلة الصنوبرية.

## البيئة والانتشار
ينتشر في جبل فوجي وجبل ياتسوغاتاكي في جزيرة هونشو وسط اليابان.